# 康忠
康忠（?—?），是高丽太祖王建的6代先祖。 康宝育的父亲。
康忠成人后，娶西江富人女具置义为妻，生三子，长曰伊帝建，次曰康宝育，三曰康宝甸。 唐肃宗曾隐姓至松岳郡，投宿康宝育家，自称为大唐贵姓。宝育“认是中华贵人”，令其女辰义“荐枕，留期月，觉有娠”，生作帝建。王建称王后，尊曾祖母之父康宝育为国祖元德大王，其女辰义为贞和王后。后王建家族自称唐贵人。

## 家族
- 父：康虎景（周武王同母弟康叔次子康侯第67代子孫[2][3][4]）
  - 妻：具置義[5]
    - 子：伊帝建
    - 子：康宝育[5]
    - 子：康宝甸
      - 孫：康辰義（貞和王后）[5]

## 脚注
1. ↑  世界日报 2013
2. ↑  韓国民族文化大百科事典
3. ↑  世界日報 2013
4. ↑  성씨검색 강（康）-뿌리를 찾아서
5. 1 2 3  高雲基 2001，第87頁